# Puente medieval de Peñafiel
El puente medieval de Peñafiel es un puente medieval sobre el río Duero que se encuentra en las afueras al norte de Peñafiel, provincia de Valladolid, Castilla y León, España.

## Historia

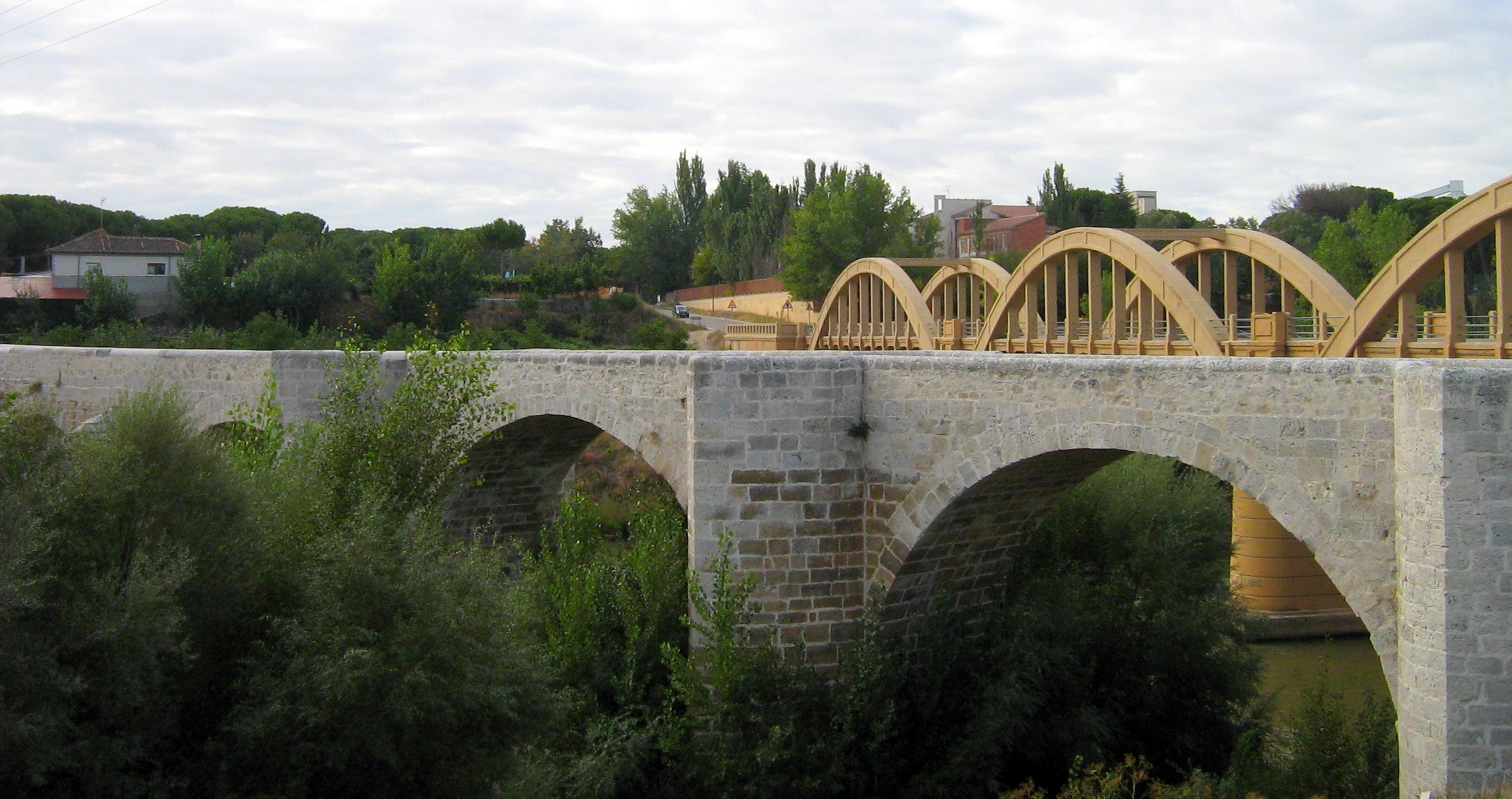
Vista del puente medieval de Peñafiel, al fondo se ven las estructuras del nuevo puente, imagen del año 2009.

Aunque históricamente al puente medieval se le ha adjudicado un origen romano, estudios de los últimos años lo ponen en duda. Parece que fue construido en el siglo XII, siendo por tanto un puente de estilo románico.
La existencia del puente, fue clave para que se desarrollara Peñafiel, situada bajo la colina donde se encuentra el castillo de Peñafiel.
La mala calidad de los materiales tuvo como consecuencia que se realizaran obras de mantenimiento, ampliación y reparaciones en los años 1432 a 1434, 1619 a 1624, 1655 a 1659 (provocadas por una fuerte riada en 1649), 1675 a 1676, 1830 (por un "hundimiento del puente" el 26 de agosto de 1811, aparentemente por motivos naturales, aunque sucedió en plena Guerra de Independencia Española contra los franceses), 1861 a 1862 (por una riada en 1860), 2004 a 2006.
Este puente es de uno de los ocho puentes con los que cuenta actualmente Peñafiel construidos sobre el río Duratón, el río Duero y el arroyo Botijas, se encuentra en las afueras al norte de ese municipio, junto al Nuevo Puente Duero, que se levantó en 1945.